# Bovenlopen Zwalm
Bovenlopen Zwalm is een erkend natuurreservaat langs de Sassegembeek en de Dorenbosbeek, twee bronbeken van de Zwalm (Zwalmvallei) in de Vlaamse Ardennen in Zuid-Oost-Vlaanderen (België). Bovenlopen Zwalm bestaat uit 2 deelgebieden, namelijk deelgebied Sassegembeek, dat gevormd wordt door de noordelijke uitloper van het Brakelbos en deelgebied Dorenbosbeek, de noordwestelijke uitloper van het Livierenbos. Het reservaat ligt op het grondgebied van de gemeente Brakel (deelgemeente Opbrakel). Het natuurgebied beslaat een totale oppervlakte van ongeveer 30 ha en wordt beheerd door Natuurpunt afdeling Zwalmvallei. Het reservaat is erkend als Europees Natura 2000-gebied (Bossen van de Vlaamse Ardennen en andere Zuid-Vlaamse bossen) en maakt deel uit van het Vlaams Ecologisch Netwerk. Een deel van de vallei van de Sassegembeek is beschermd als monument.

## Bronbeken van de Zwalm
De bronnen van de Dorenbosbeek liggen in het Livierenbos te Vloesberg. De Verrebeek, die ontspringt in het Hayesbos (Everbeekse bossen) vloeit samen met de Dorenbosbeek ten zuiden van Nederbrakel. De Sassegembeek ontspringt ter hoogte van het gehucht D'Hoppe aan het Brakelbos, op de grens van Brakel en Vloesberg en vloeit achtereenvolgens samen met de Molenbeek, de Vaanbuikbeek en de Slijpkotbeek om net ten noorden van het centrum van Brakel samen te vloeien met de Dorenbosbeek. Vanaf dan spreekt men van de Zwalm en begint het natuurreservaat Middenloop Zwalm.

## Landschap
Het reservaat Bovenlopen van de Zwalm bestaat uit de Sassegembeek en de Dorenbosbeek. Het natuurreservaat strekt zich uit in een typisch Vlaamse Ardennen-landschap met glooiende heuvels, diep ingesneden beekdalen en beboste heuveltoppen. De bosgebieden (noordelijke uitloper van het Brakelbos en noordwestelijke uitloper van het Livierenbos (Bois de la Louvière) (in Vloesberg (Flobecq))) vormen de zuidgrens van het natuurgebied. Naast deze bosuitlopers bestaat het reservaat vooral uit vrij natte graslanden.

## Fauna
Vooral de Sassegembeek heeft nog een vrij complete visfauna die kenmerkend is voor een bovenloop van een beek met een zeer goede waterkwaliteit en met zeer goede structuurkenmerken. Echte specialisten zijn de beekprik, de rivierdonderpad (beiden Europees beschermd door de Habitatrichtlijn) en de beekforel (Rode lijstsoort). De beken vormen ook de biotoop voor de gewone bronlibel (Rode Lijstsoort) en de vuursalamander (ook een Rode Lijstsoort). Ook ree is er vrij talrijk. Beide bosgebieden en uitlopers zijn van groot belang voor heel wat vogelsoorten die daar broeden en foerageren, zoals wespendief, Middelste bonte specht, ijsvogel en goudvink , en vleermuizen, waaronder de bosvleermuis.

## Flora
In de bosuitlopers bloeit een uitbundige voorjaarsflora: wilde hyacint, bosanemoon, slanke sleutelbloem, eenbes, bosbingelkruid, gele dovenetel en gewone salomonszegel. In de bronzones vinden we echte juweeltjes als paarbladig goudveil, verspreidbladig goudveil en verschillende zeggesoorten als slanke zegge en hangende zegge.  Andere zeldzaamheden zijn heelkruid, lievevrouwebedstro en eenbloemig parelgras. In de natte weilanden groeien vooral pinksterbloem, scherpe boterbloem, dotterbloem, echte koekoeksbloem, bosbies, moerasspirea, grote valeriaan, watermunt, egelboterbloem, veldrus en reuzenpaardenstaart. Meer stroomafwaarts is er het overloopgebied op de Sassegembeek waar zeldzaamheden als blaaszegge en holpijp groeien.

## Natuurbeleving
Het reservaat wordt aan de oostzijde begrensd door de oude spoorweg Brakel-Ronse, die is omgevormd tot wandel- en fietspad "Mijnwerkerspad". Enkele wandelpaden, zoals het Zwalmbronnenpad, het Tweebossenpad en het wandelnetwerk 'Getuigenheuvels Vlaamse Ardennen' lopen door het reservaat heen.

## Afbeeldingen

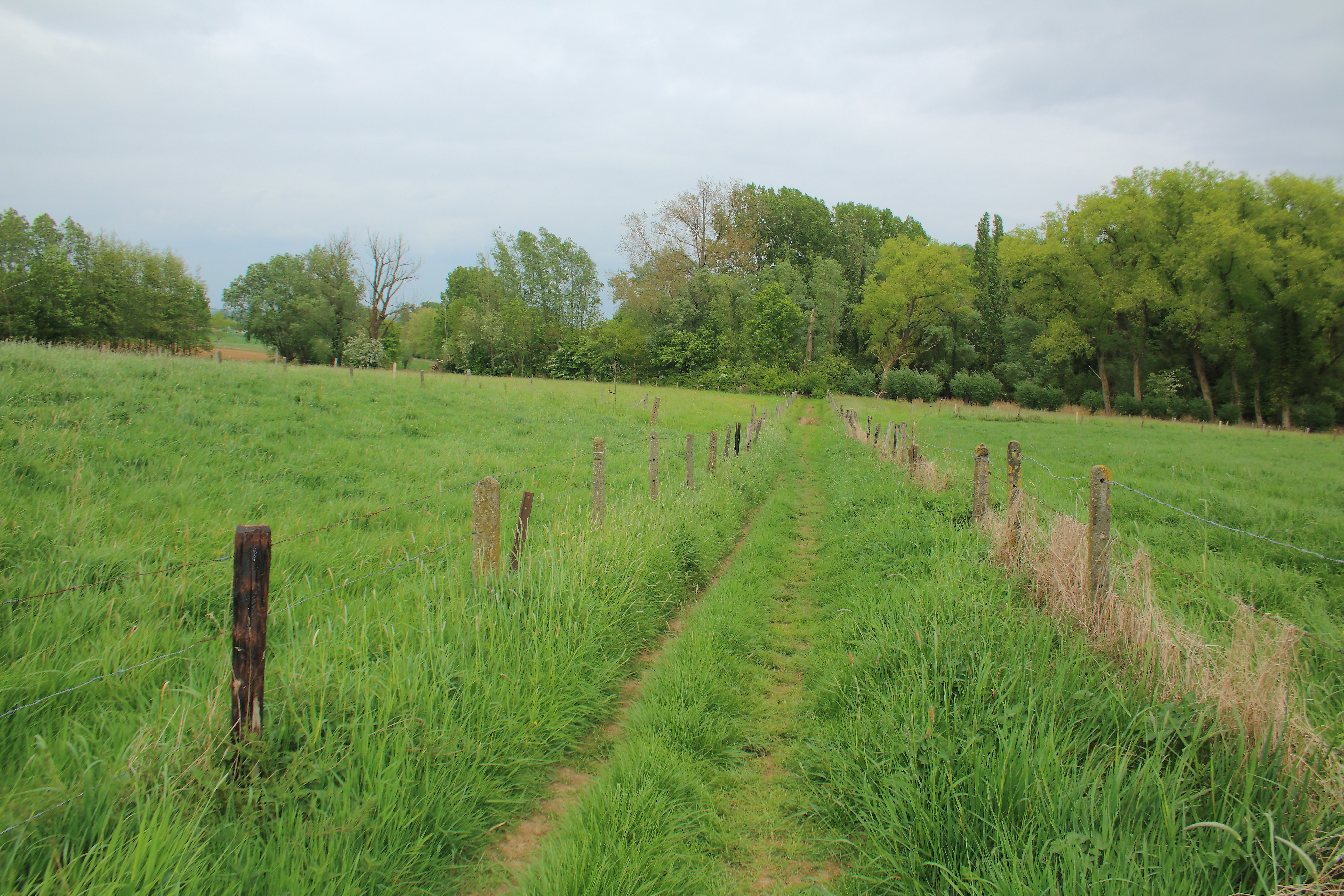
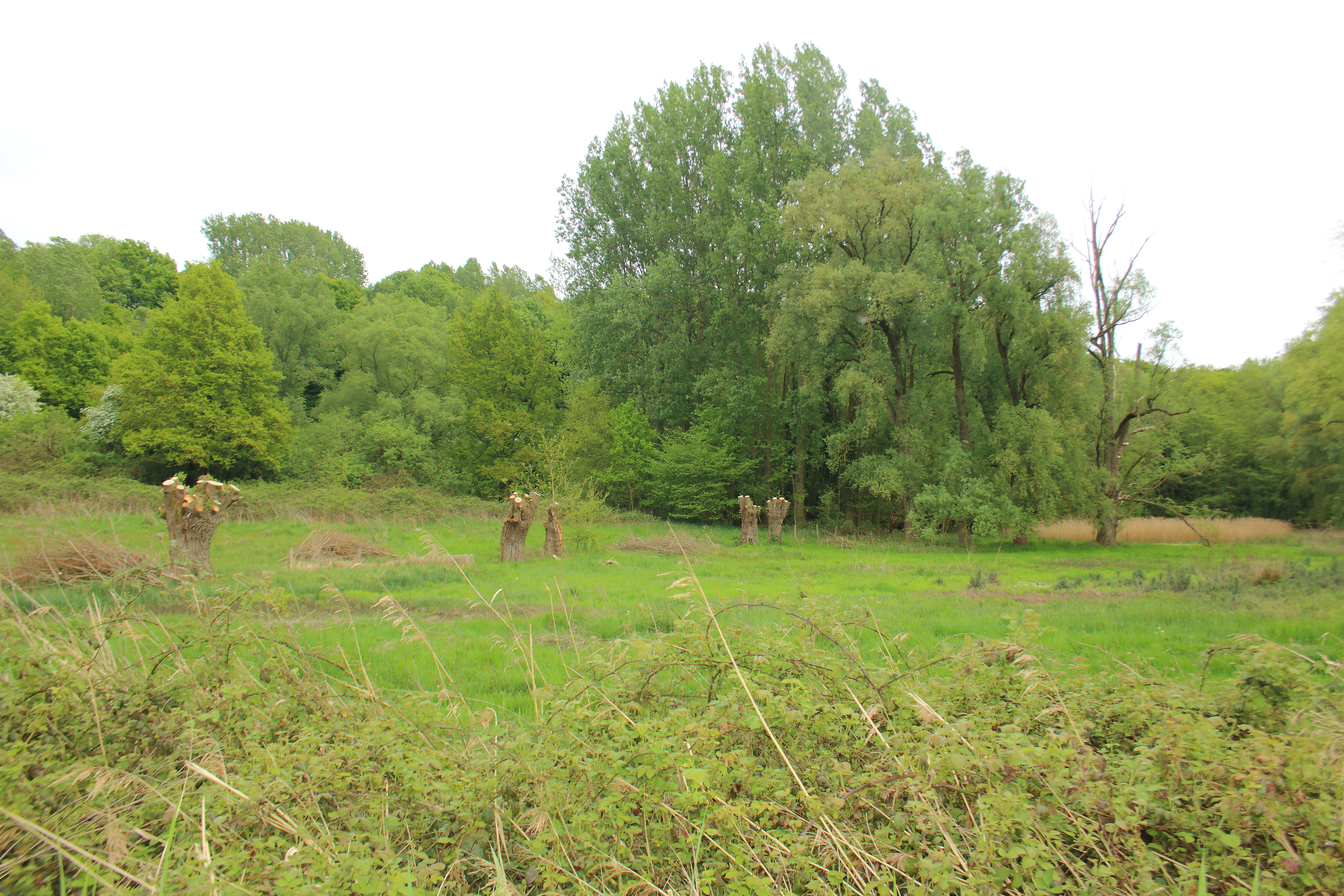
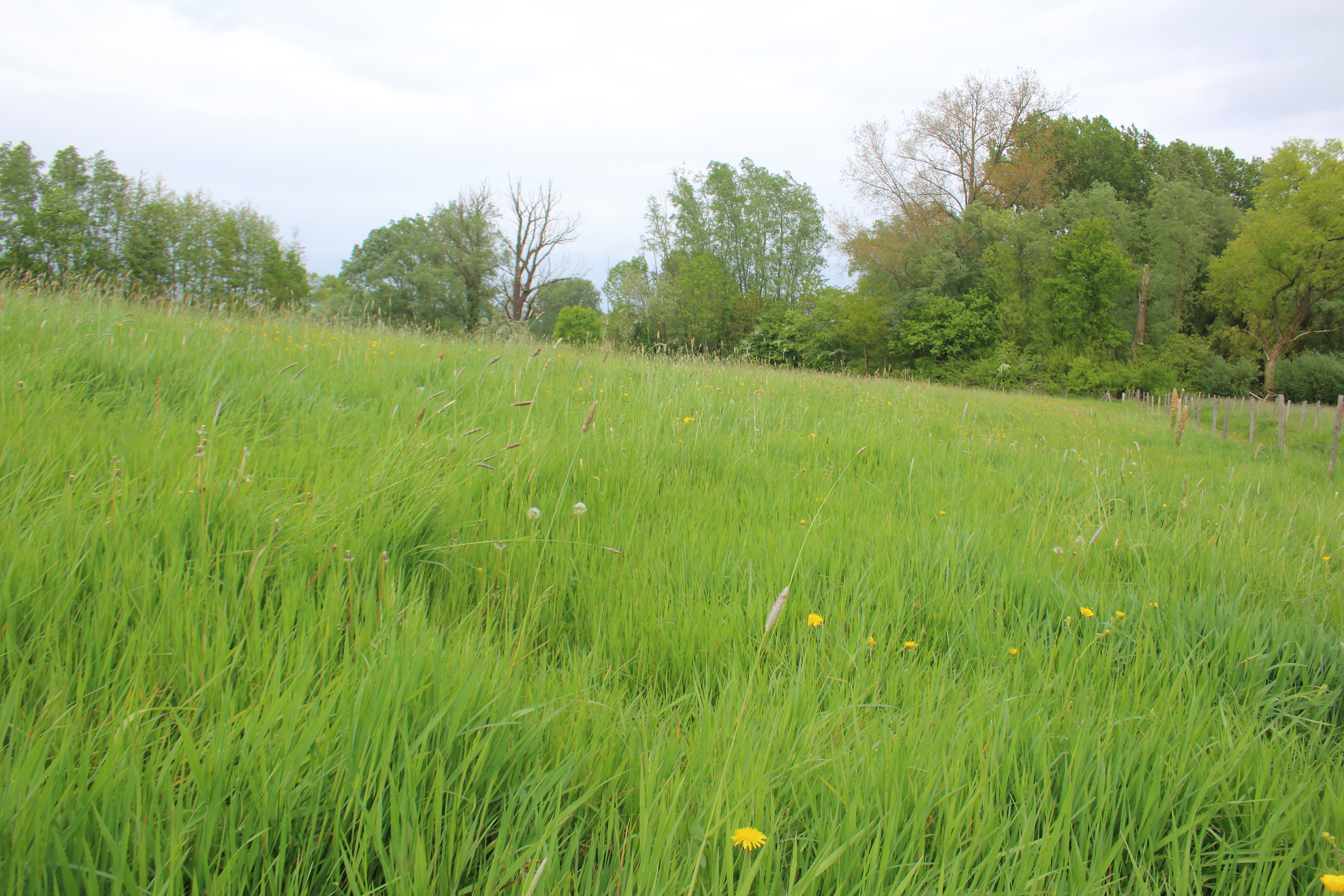
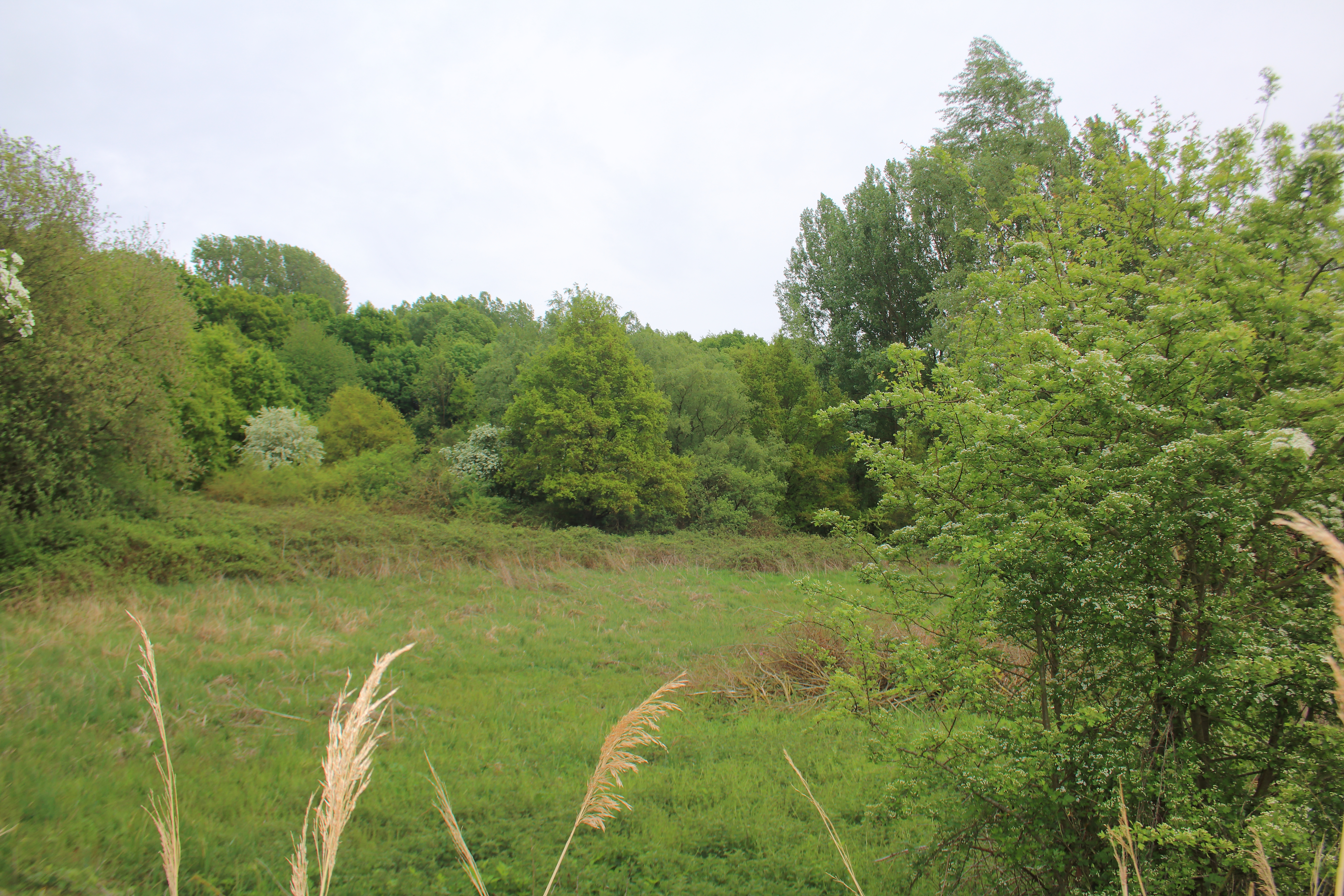
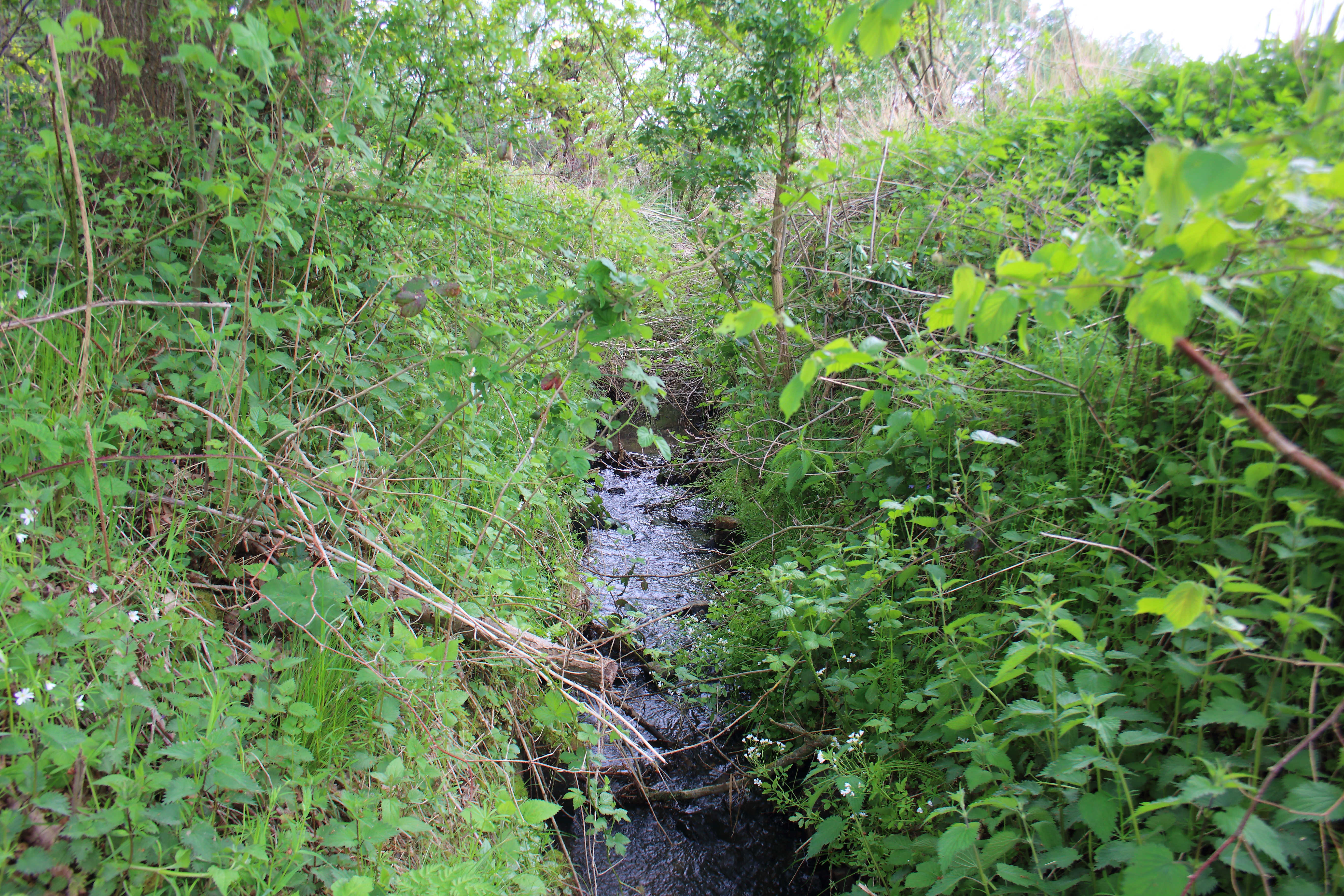
Dorenbosbeek
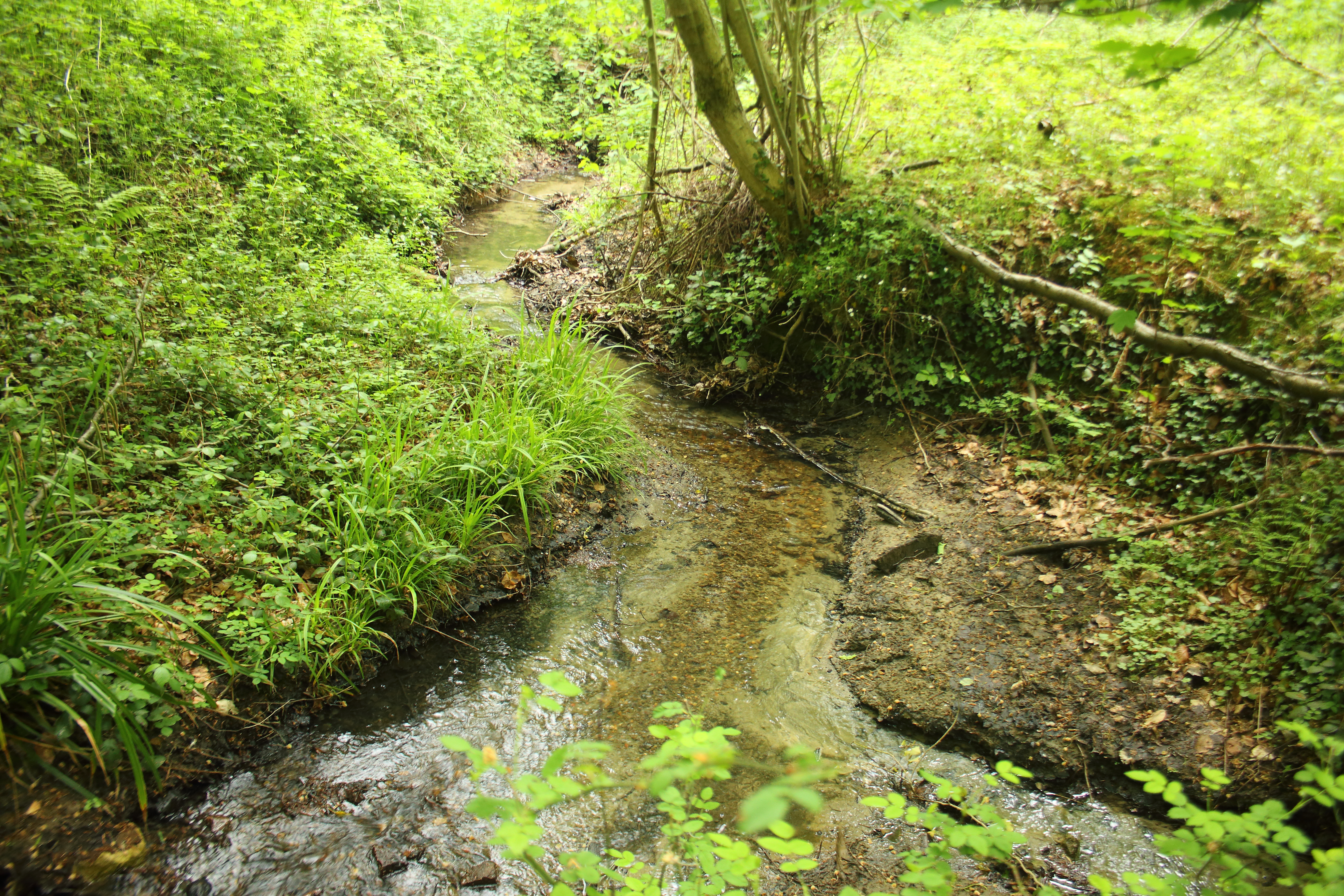
Sassegembeek